# Robert Yates
Robert Lee Yates, Jr. (ur. 27 maja 1952 w Spokane) – amerykański seryjny morderca zwany Mordercą ze Spokane.  W latach 1975–1998 zamordował na terenie Spokane 18 osób, w tym 16 prostytutek.

## Życiorys
Robert Yates wychował w miasteczku Oak Harbor na wyspie Whidbey Island w stanie Waszyngton. Pochodził z religijnej rodziny. W 1975 roku był zatrudniony jako strażnik w miejscowym więzieniu stanowym. Przepracował tam sześć miesięcy. Następnie ożenił się. Miał pięcioro dzieci. Razem z rodziną zamieszkał w Spokane.
Od 1977 roku pełnił służbę wojskową. Był pilotem helikoptera Bell OH-58 Kiowa. Służył w Niemczech, uczestniczył w operacji Pustynna Burza i zaopatrywał w żywność ludność somalijską. Był pilotem przez 19 lat. Otrzymał kilka medali. Był bardzo wymagającym i surowym rodzicem.

## Zbrodnie
22 lutego 1990 na brzegu rzeki Spokane policjanci natrafili na nagie zwłoki ciemnoskórej kobiety. Ofiarą była prostytutka z East Sprague Avenue. W jej głowie tkwiły dwa pociski z pistoletu małego kalibru. Oprawca zamordował ją gdzie indziej i podrzucił w miejsce ich późniejszego znalezienia. Zaledwie miesiąc później przy trasie szybkiego ruchu znaleziono kolejne zwłoki prostytutki. Scenariusz był taki sam jak za pierwszym razem. Z głowy ofiary wydobyto pocisk kalibru 0,22 cala.
Kolejne zwłoki znaleziono 15 maja 1990 roku w rejonie Spokane River.
Następnie, 13 maja 1992 przy autostradzie, pewien kierowca zauważył w rowie nagie ciało kobiety. Przyczyną śmierci były strzały w głowę. Ustalono, że ofiara zaginęła dwa tygodnie wcześniej w okolicach East Sprague Avenue. Po tej zbrodni nastąpiły trzy lata ciszy.
W 1995 w północnym rejonie stanu Waszyngton, w hrabstwie Kitsap, znaleziono zwłoki 60-letniej alkoholiczki. Ofiara tym razem nie była prostytutką. Detektywi prowadzący śledztwo zaczęli się obawiać, że morderca zaczął się przemieszczać po kraju w celu poszukiwania kolejnych ofiar. Jednak zbrodniarz powrócił w okolice Spokane pod koniec wiosny 1996 roku. Wtedy w gęstych zaroślach natrafiono na szczątki kolejnej ofiary. Znaleziona prostytutka zaginęła miesiąc wcześniej w centrum Spokane.
26 sierpnia 1997 znaleziono dwa kolejne ciała prostytutek. Jedna z nich miała zaledwie 16 lat i była najmłodszą ofiarą Roberta Yatesa. Po bliższych oględzinach detektywi doszli wniosku, że młoda prostytutka nie dała się łatwo pozbawić życia i stoczyła z mordercą walkę. Świadczyły o tym ubytki w jej biżuterii oraz brak jednej sztucznej rzęsy. Detektywi dowiedzieli się, że 16-latka była widziana ostatnio, gdy wsiadała do białego Chevroleta. Był to ważny trop w śledztwie.
Do listopada 1997 roku detektywi jeszcze trzy razy dowiedzieli się o znalezieniu ciał kolejnych kobiet zamordowanych przez Roberta Yatesa. Po tych znaleziskach policja wyznaczyła za niego nagrodę w wysokości 10 tys. dolarów, a rok później podwoiła tę kwotę.
26 grudnia 1997 policja otrzymała doniesienie, że przy zbiegu ulic 14. i Carnahan, na pokrytym zielskiem pustkowiu, przy placu budowy nowych domów, znaleziono ciała dwóch kobiet.
8 lutego 1998 odkryto kolejne ciało prostytutki. Po tym odkryciu policja dokładnie przeczesała okolicę w obawie, że zwłok może być więcej, ale na nic nie natrafiono. Dopiero w kwietniu znaleziono szkielet kolejnej ofiary. Dziewczyna zaginęła rok wcześniej w listopadzie.
Wkrótce policjanci zaczęli filmować samochody, do których wsiadają prostytutki w Spokane by następnie sprawdzać ich tablice rejestracyjne. Nie udało się jednak zapobiec kolejnym zabójstwom.
W nocy 10 listopada 1998 w czasie obserwacji policyjnej zatrzymano Roberta Yatesa jadącego z prostytutką. Kobieta twierdziła, że zna kierowcę i że ten tylko podwozi ją do domu. Policjanci puścili oboje wolno, ale po powrocie na posterunek okazało się, że Robert Yates został zatrzymany w sprawie już rok wcześniej, gdy poszukiwano białego Chevroleta. Wtedy też został puszczony wolno. Niedługo potem na posterunek zgłosiła się prostytutka, która została napadnięta przez klienta dwa miesiące wcześniej. Klient jeździł Chevroletem i jak sam stwierdził miał pięcioro dzieci. Po stosunku brutalnie pobił kobietę, ale ta resztkami sił zdołała uciec.
Po raz pierwszy Roberta oficjalnie przesłuchano w 1999. Stwierdził, że nigdy nie był z prostytutką w Spokane. Odmówił też dodatkowych badań DNA. Zeznanie innej prostytutki spowodowało, że podjęto decyzję o jego zatrzymaniu. Yates szybko się załamał, gdy dotarło do niego, że grozi mu kara śmierci. Przyznał się do zabójstwa 13 kobiet i wyjawił detektywom, że jedną z ofiar zakopał w swoim ogrodzie. Faktycznie – dwa metry od domu znajdowały się szczątki kobiety.
Roberta Yatesa skazano na karę śmierci. W więzieniu wyjawił, że w 1975 roku, na przedmieściach Spokane zamordował parę nastolatków. W 2018 roku wyrok śmierci został zamieniony na dożywocie bez możliwości zwolnienia warunkowego.

## Potwierdzone ofiary Yatesa
| Lp. | Ofiara                  | Data                 |
| --- | ----------------------- | -------------------- |
| 1.  | Patrick Oliver          | 13 lipca 1975        |
| 2.  | Susan Savage            | 13 lipca 1975        |
| 3.  | Stacy E. Hawn           | 28 grudnia 1988      |
| 4.  | Shannon Zielinski       | 14 czerwca 1996      |
| 5.  | Patricia Barnes         | 25 sierpnia 1996     |
| 6.  | Heather Hernandez       | 26 sierpnia 1997     |
| 7.  | Jennifer Joseph         | 26 sierpnia 1997     |
| 8.  | Darla Scott             | 5 listopada 1997     |
| 9.  | Melinda Mercer          | 7 grudnia 1997       |
| 10. | Shawn Johnson           | 18 grudnia 1997      |
| 11. | Shawn McClenahan        | 26 grudnia 1997      |
| 12. | Laurie Wason            | 26 grudnia 1997      |
| 13. | Sunny Oster             | 8 lutego 1998        |
| 14. | Linda Daveys            | 1 kwietnia 1998      |
| 15. | Linda Maybin            | 1 kwietnia 1998      |
| 16. | Melody Murfin           | 12 maja 1998         |
| 17. | Michelyn Derning        | 7 lipca 1998         |
| 18. | Connie LaFontaine Ellis | 13 października 1998 |